# Feiertage in der Republik China (Taiwan)
Es gibt acht gesetzliche Feiertage in der Republik China (Taiwan). Vier dieser Feiertage beruhen auf traditionellen chinesischen Festen. Da diese sich nach dem Mondkalender richten, variieren die Feiertage in Bezug auf den westlichen Gregorianischen Kalender bzw. den offiziell verwendeten Minguo-Kalender, der sich jedoch nur in der Jahreszählung von letzterem unterscheidet, von Jahr zu Jahr. Die übrigen vier gesetzlichen Feiertage werden nach dem Gregorianischen Kalender datiert. Neben den offiziellen gibt es noch zahlreiche nicht-offizielle Feiertage.

## Gesetzliche Feiertage
Die im Folgenden aufgeführten acht Tage als gesetzliche Feiertage arbeitsfrei. Seit dem Jahr 2015 gilt die Regelung, dass in dem Fall, dass ein Feiertag auf das arbeitsfreie Wochenende fällt, als Ausgleich ein Werktag vor oder nach dem Feiertag freigegeben wird.
| Bezeichnung                                                      | chinesisch                | Datum | Erläuterungen und Brauchtum |
| ---------------------------------------------------------------- | ------------------------- | --- | --- |
| Gründungstag der Republik China (Neujahr)                        | 中華民國開國紀念日 (元旦) | 1. Januar | Die Republik China wurde am 1. Januar 1912 gegründet. Der Feiertag wird mit offiziellen Regierungszeremonien begangen. |
| Chinesisches Neujahrsfest (Frühlingsfest, Beginn des Mondjahres) | 農曆新年 (春節)           | der Vorabend des Neujahrsfestes (der letzte Tag des alten Mondjahres) sowie die ersten drei Tage im ersten Mondmonat (Ende Januar/Anfang Februar) | Das Hauptfest in Taiwan. Die Vorbereitungen beginnen nicht selten schon Wochen vorher. Das Fest wird oft mit Banketten begangen, in denen das Erreichte des vergangenen Jahres gefeiert wird. Typischerweise werden Haustüren mit rotem Papier, auf dem glückverheißende Sprüche oder Gedichte geschrieben sind, dekoriert. Zum Mondjahresbeginn sind Feuerwerke üblich. Eltern beschenken ihre Kinder mit roten Briefumschlägen, die Geld enthalten (Hong Bao, 紅包), Verwandte werden besucht. Tempel und Schreine werden aufgesucht, um die Gunst von Gottheiten zu erbitten oder der Verstorbenen zu gedenken. |
| Friedensgedenktag                                                | 和平紀念日                | 28. Februar | Gedenktag für den Zwischenfall vom 28. Februar 1947. Der Tag dient dem Gedenken an die Opfer des damaligen Ereignisses, das in der taiwanischen Gesellschaft tiefe Spaltungen und Kontroversen verursacht hat. Der Feiertag wird regierungsoffiziell begangen. Der Tag ist seit 1997 gesetzlicher Feiertag. |
| Kindertag                                                        | 兒童節                    | 4. April | Der Feiertag wurde offiziell im Jahr 2011 eingeführt. Er soll an die Rechte von Kindern erinnern. Typischerweise werden Familien- und Kinderaktivitäten an diesem Tag gefördert. |
| Tag der Grabpflege (Qingming)                                    | 民族掃墓節 (清明節)       | der 15. Tag nach der Tagundnachtgleiche im Frühling (4. oder 5. April)                                                                            | Der Feiertag entspringt einer jahrhundertealten chinesischen Tradition. Traditionell werden die Gräber der Verstorbenen besucht und in Ordnung gebracht. Die Bezeichnung Qingming rührt von dem an diesem Tag meist herrschenden klaren Aprilwetter her. |
| Drachenbootfest (Tag des Dichters)                               | 端午節 (詩人節)           | 5. Tag des 5. Mondmonats (Ende Mai/Anfang Juni)                                                                                                   | An dem Feiertag finden typischerweise Drachenbootrennen auf den Flüssen statt. Nach der Legende geht der Feiertag auf den Dichter Qu Yuan (屈原) zurück, der ein loyaler Berater des Kaisers war und sich, nachdem er fälschlicherweise des Verrats beschuldigt worden war, in einem Fluss ertränkte. Um die Fische von seinem Leichnam abzuhalten paddelten Fischer auf das Gewässer und warfen Fischfutter in den Fluss. In Erinnerung an das Fischfutter werden traditionell Zongzi (粽子), Klebreisknödel mit variabler Füllung in Bambusblättern, verzehrt.                                                   |
| Mondfest, Mittherbstfest                                         | 中秋節                    | 15. Tag des 8. Mondmonats (September/Anfang Oktober)                                                                                              | Zusammen mit dem Mondjahresbeginn und dem Drachenbootfest eines der wichtigsten Feste in Taiwan. Traditionell werden an diesem Tag Mondkuchen, runde Kuchen mit reichhaltiger Füllung verzehrt. Zum Mittherbstfest wird auch der mythischen Chang’e (嫦娥) gedacht, einer schönen Frau, die, nachdem sie einen Unsterblichkeitstrunk zu sich genommen hatte, in Begleitung eines Jadehasen (玉兔, Yùtù) zum Mond geflogen sein soll. |
| Nationalfeiertag (Doppelzehnfest)                                | 國慶日 (雙十節)           | 10. Oktober | Der Feiertag erinnert an den Beginn des Wuchang-Aufstands (武昌起義) am 10. Oktober 1911, der in der Folge zur Xinhai-Revolution (辛亥革命) und zur Gründung der Republik China führte. |

## Sonstige Feiertage und Gedenktage
Die folgenden Tage sind keine offiziell arbeitsfreien Tage.
| Bezeichnung                     | chinesisch              | Datum                                         | Erläuterungen und Brauchtum |
| ------------------------------- | ----------------------- | --------------------------------------------- | --- |
| Tag der Rückübertragung Taiwans | 臺灣光復節              | 25. Oktober                                   | Nach der Kapitulation Japans wurde Taiwan, das seit 1895 unter japanischer Herrschaft stand, an die Republik China übertragen. Die offizielle Übergabe der Insel erfolgte am 25. Oktober 1945. Der Tag wurde danach als „Rückübertragungs-Tag“ regelmäßig begangen, war jedoch nie gesetzlicher Feiertag. Kritiker monierten, dass der Begriff „Rückübertragung“ nicht korrekt sei, da die Republik China erst 1912 gegründet wurde und damit nie zuvor in Besitz der Insel Taiwan gewesen war (vor 1895 gehörte Taiwan zum Chinesischen Kaiserreich). Anhänger des „Rückübertragungs-Tags“ in Taiwan sind vor allem die Vertreter des Ein-China-Konzepts. |
| Laternenfest                    | 元宵節                  | am 15. Tag des ersten Mondmonats (im Februar) | Das Laternenfest ist ein chinesisches Fest mit sehr alter Tradition. Es wird mit bunten Laternen begangen und bildet den Abschluss der Feiern zum neuen Mondjahr. |
| Tag der Streitkräfte            | 軍人節                  | 3. September                                  | Der Tag der Streitkräfte wurde als offizieller Gedenktag im Jahr 1995 eingeführt. Der Datumsbezug ist der erste Friedenstag nach der Kapitulation Japans am 2. September 1945. Angehörige der Streitkräfte können diesen Tag frei bekommen, jedoch ist er kein allgemeiner Feiertag. Vor 1995 existierten verschiedene Gedenktage für die Armee. |
| Tag der Lehrer und des Lernens  | 孔子誕辰紀念日/／教師節 | 28. September                                 | Schon 1939 hatte das damalige Erziehungsministerium der Republik China auf dem Festland den 28. August als Jahrestag von Konfuzius’ Geburtstag zum offiziellen Feiertag erklärt. Nachdem der Geburtstag durch Gelehrte um einen Monat korrigiert wurde, wurde der Feiertag 1952 in der Republik China auf Taiwan wiederbelebt. |
| Verfassungstag                  | 行憲紀念日              | 25. Dezember                                  | 1963 durch den Exekutiv-Yuan eingeführt zur Erinnerung an die Verabschiedung der Verfassung der Republik China am 25. Dezember 1946. Er wird offiziell mit einem Dank an die Streitkräfte begangen. |